# Vierzon FC
Vierzon FC là một câu lạc bộ bóng đá Pháp được thành lập năm 2001 với tên gọi Vierzon Foot 18, kết quả của sự hợp nhất giữa FC Vierzon và Stade Vierzonnais. Năm 2015 họ sáp nhập với Églantine Vierzon và lấy tên hiện tại của họ. Đội bóng có trụ sở tại thị trấn Vierzon và sân vận động của họ là Stade de Labras.